# François-Léopold Cornet
François-Léopold Cornet, né le 21 février 1834 à Givry et mort le 20 janvier 1887 à Mons, est un géologue belge et spécialiste en minéralogie.

## Biographie
François-Léopold Cornet naît le 21 février 1834 à Givry en Belgique. Il est fils de parents peu fortunés. Il épouse Louise Martin. Il est le père de Jules Cornet, géologue au Congo belge et dans le Hainaut.
Il fait ses études primaires à Peissant et à Solre-sur-Sambre. À seize ans, il entre à l'École des mines du Hainaut à Mons dont il sort en 1853 muni du diplôme d'ingénieur. 
La même année, il rentre aux charbonnages de la vallée du Piéton à Roux. En 1856, il est promu ingénieur-directeur au Charbonnage du Bois à Quaregnon. En 1860, la Société générale le nomme ingénieur du Charbonnage Sars-Longchamps à Saint-Vaast. Il se rend à plusieurs reprises en Angleterre puis y étudier les techniques d'extraction dans les mines et l'utilisation de machines à vapeur à cet effet. De retour en Belgique, il précise les conditions d'utilisation des machines à air comprimé dans les mines. Il reste au poste d'ingénieur-directeur du Charbonnage Sars-Longchamps jusqu'en 1869.
Il passe ensuite comme ingénieur-directeur au Charbonnage du Levant de Flénu à Cuesmes où il fait ériger de puissantes installations à air comprimé et de transport à la surface par chaînes flottantes. De 1879 à 1891, il est directeur-gérant de la Société du Levant de Flénu. Il est également à cette époque le fondateur et directeur de la Société des phosphates de Mesvin-Ciply.
Sa première publication géologique, en collaboration avec Alphonse Briart, est publiée en 1863. En 1866, tous deux reçoivent la médaille d'or de la Société des sciences, arts et lettres du Hainaut pour un article sur le terrain crétacé du Hainaut.
En 1867, avec Alphonse Briart et A. Houzeau de Lehaie, François-Léopold Cornet entreprend la fouille des minières néolithiques de silex de Spiennes et de Mesvin, lors de la construction de la ligne de chemin de fer entre Mons et Charleroi. Les résultats ont été présentés au Congrès international de préhistoire tenu à Bruxelles en 1872. En 1899, l'École des mines du Hainaut fait l'acquisition de la collection paléontologique Briart-Cornet de fossiles du massif calcaire crétacé de Mons.
Cornet et Briart ont fait paraître de nombreux articles de géologie notamment dans les Bulletins de la Société géologique de Belgique, de la Société géologique du Nord et de la Société géologique de France. François-Léopold Cornet a été élu membre de l'Académie royale des sciences, des lettres et des beaux-arts de Belgique le 16 décembre 1878.
Il meurt le 20 janvier 1887 à Mons et est inhumé au cimetière de Mons.

## Hommages et distinctions
En 1888, un monument en pierre calcaire a été érigé sur sa tombe, orné d'un médaillon, œuvre du sculpteur Louis Devillez.
Les distinctions suivantes lui ont été décernées :
- Chevalier de l'ordre de Léopold ;
- Médaille d'or de la Société des sciences, arts et lettres du Hainaut.

## Publications
- Description minéralogique, géologique et paléontologique de la Meule de Bracquegnies, 1870 (avec Alphonse Briart)
- Description des fossiles du calcaire grossier de Mons, Prosobranches, Section A, Siphonostomes, 1871 (avec Alphonse Briart).